# Cambarellus
Cambarellus é um género de crustáceo da família Cambaridae.